# Philipp III. Arrhidaios
Philipp III. Arrhidaios (altgriechisch Φίλιππος Αρριδαίος Phílippos Arrhidaíos; * 352 v. Chr.; † 25. Dezember 317 v. Chr.), König von Makedonien vom 11. Juni 323 v. Chr. bis zum 25. Dezember 317 v. Chr., war der Sohn Philipps II. und der Philinna von Larissa, einer Nebenfrau des Herrschers. Sein Geburtsname war Arrhidaios; als er nach dem Tode Alexanders des Großen die Nachfolge antrat, nahm er den Namen Philipp an.

## Regierungstauglichkeit und Thronanspruch des Arrhidaios
Philipp III. wurde anscheinend für geisteskrank gehalten und war offensichtlich nicht regierungsfähig. Nach Plutarch war der Grund für seine Krankheit eine Vergiftung durch Olympias, die Witwe Philipps II., die den möglichen Rivalen Alexanders des Großen beseitigen wollte. Dies erscheint jedoch fraglich, und es gibt auch sonst keine Beweise hierfür. Alexander behandelte ihn freundschaftlich und nahm ihn zu seinen Feldzügen mit, um ihn zu schützen und zu verhindern, dass er als Geisel zur Erlangung des Thrones diente. 
Auch wegen seiner unehelichen Herkunft scheint er nie eine wirkliche Gefahr für Alexanders Anspruch auf den Thron von Makedonien gewesen zu sein. Als der Satrap von Karien Pixodaros 337 v. Chr. seine älteste Tochter dem Arrhidaios zur Frau anbot, verhinderte Alexander dieses. Über seinen Aufenthalt in der folgenden Zeit ist nichts bekannt, er hatte jedoch keine Befehlsgewalt.
Nach dem frühzeitigen Tod Alexanders wurde Arrhidaios von der Heeresversammlung in Asien zum König gewählt. Jedoch war er nur vom Titel her König und Spielfigur der mächtigen Generäle.

## Thronbesteigung
Am 11. Juni 323 v. Chr., am Todestag Alexanders, befand sich Arrhidaios mit Alexander in Babylon. Er war der nächste Anwärter auf die Nachfolge. Ein Thronfolgestreit entbrannte zwischen Perdikkas, dem Führer der Kavallerie, und Meleagros, dem Führer der Phalanx. Perdikkas wollte warten, ob die schwangere Witwe Alexanders, Roxane, einen Sohn zur Welt bringen würde, doch Meleagros wollte Arrhidaios als nächsten Verwandten Alexanders als Thronfolger. Nachdem Meleagros getötet worden war, kam es zu einem Kompromiss: Philipp III. Arrhidaios wurde zum König gewählt, und falls das Kind der Roxane ein Junge wäre, würde er zum Mitherrscher ernannt. So wurde Alexander IV. Aigos gleich nach der Geburt gekrönt, jedoch übernahm Perdikkas die Regentschaft.
Als Kynane, die Tochter Philipps II., erfuhr, dass Arrhidaios die Thronfolge angetreten hatte, entschloss sie sich, nach Asien zu reisen, um ihm ihre Tochter Eurydike zur Frau zu geben. Doch Perdikkas wollte dies verhindern und ließ Kynane durch seinen Bruder Alketas töten. Der Mord führte aber innerhalb der Armee zu Unruhen, so dass Perdikkas schließlich der Ehe zustimmen musste. Von nun an stand Philipp unter dem Einfluss seiner dominanten Gattin Eurydike.

## Diadochenkriege
Nachdem die Diadochen das Ende des Perdikkas besiegelt hatten, traten Peithon und Arrhidaios seine Nachfolge an. Auf der Konferenz von Triparadeisos 320 v. Chr. konnte Eurydike diese wieder absetzen, Antipater wurde Regent von Makedonien. Dieser begab sich nach Makedonien und zwang Philipp III. und seine Gattin, ihn zu begleiten. Im folgenden Jahr starb Antipater und hinterließ die Regentschaft nicht seinem Sohn Kassander, sondern seinem Freund Polyperchon. Dies führte zum zweiten Diadochenkrieg. 317 v. Chr. vertrieb Kassander Polyperchon aus Makedonien. Eumenes ersetzte Antigonos I. Monophthalmos, den mächtigsten Verbündeten Polyperchons, und wurde Heerführer der Truppen in Asien. Eurydike verbündete sich mit Kassander und veranlasste ihren Gatten Philipp, ihn zum Regenten zu ernennen. Als Kassander Makedonien verließ, übernahm Eurydike die volle Kontrolle über das Land.

## Tod Philipps III.
Im selben Jahr vereinten sich Polyperchon, Olympias und Aiakides, der König von Epirus, und zogen gegen Makedonien. Da Alexander IV., der Sohn Alexanders des Großen, mit dabei war, weigerten sich die makedonischen Truppen, gegen sie zu kämpfen, und Philipp III. und Eurydike blieb nur noch die Flucht. In Amphipolis wurden sie jedoch gefasst und eingekerkert. Da Philipp weiterhin eine Gefahr darstellte, wurde er am 25. Dezember 317 v. Chr. hingerichtet; seine Gattin wurde gezwungen, Selbstmord zu begehen. Im folgenden Jahr eroberte Kassander Makedonien zurück; er ließ Philipp und Eurydike standesgemäß in Aigai begraben und veranstaltete ihnen zu Ehren Leichenspiele.

## Grab Philipps III.

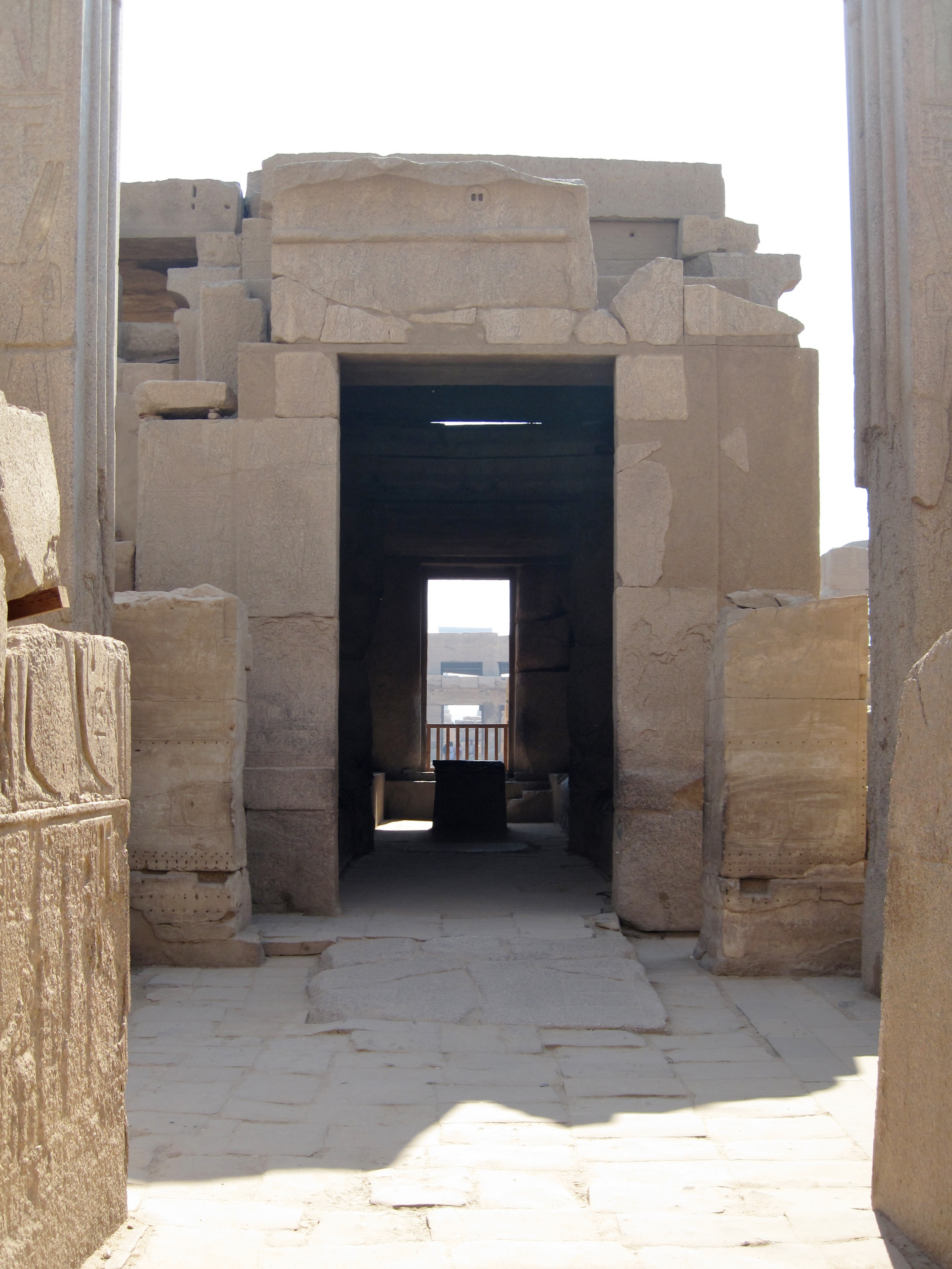
Barkenkapelle im Karnaktempel

1977 wurde bei Vergina ein Zweikammergrab eines Königs entdeckt, das ein sehr gut erhaltenes Skelett eines Mannes enthielt. Manolis Andronikos identifizierte den Toten als Philipp II. Doch ist dies stark umstritten und vieles spricht eher dafür, dass es sich um Philipp III. Arrhidaios handelt. Zum einen passt der Baustil der Grabkammer eher in die Zeit um 320 v. Chr., zum anderen weist der Leichnam keine Verletzungen auf, wie man es bei einem Krieger vermuten würde. Des Weiteren vermutet man, dass ein so gut erhaltenes Skelett nur durch eine trockene Feuerbestattung möglich ist. Hierbei wird der Leichnam erst längere Zeit nach dem Tode verbrannt, so wie es bei Philipp III. der Fall war.

## Bautätigkeit in Ägypten
Philippos Arrhidaios ließ das Barkensanktuar des Amuntempels von Karnak und die große Säulenhalle des Thottempels von Hermopolis/Aschmunein errichten. Auch im Tempel des Onuris-Schu in Sebennytos ist er bezeugt.

## Sonstiges
Der Mondkrater Ariadaeus und die Rima Ariadaeus sind nach ihm benannt.